# Französisch-Reformierte Kirche (Offenbach am Main)

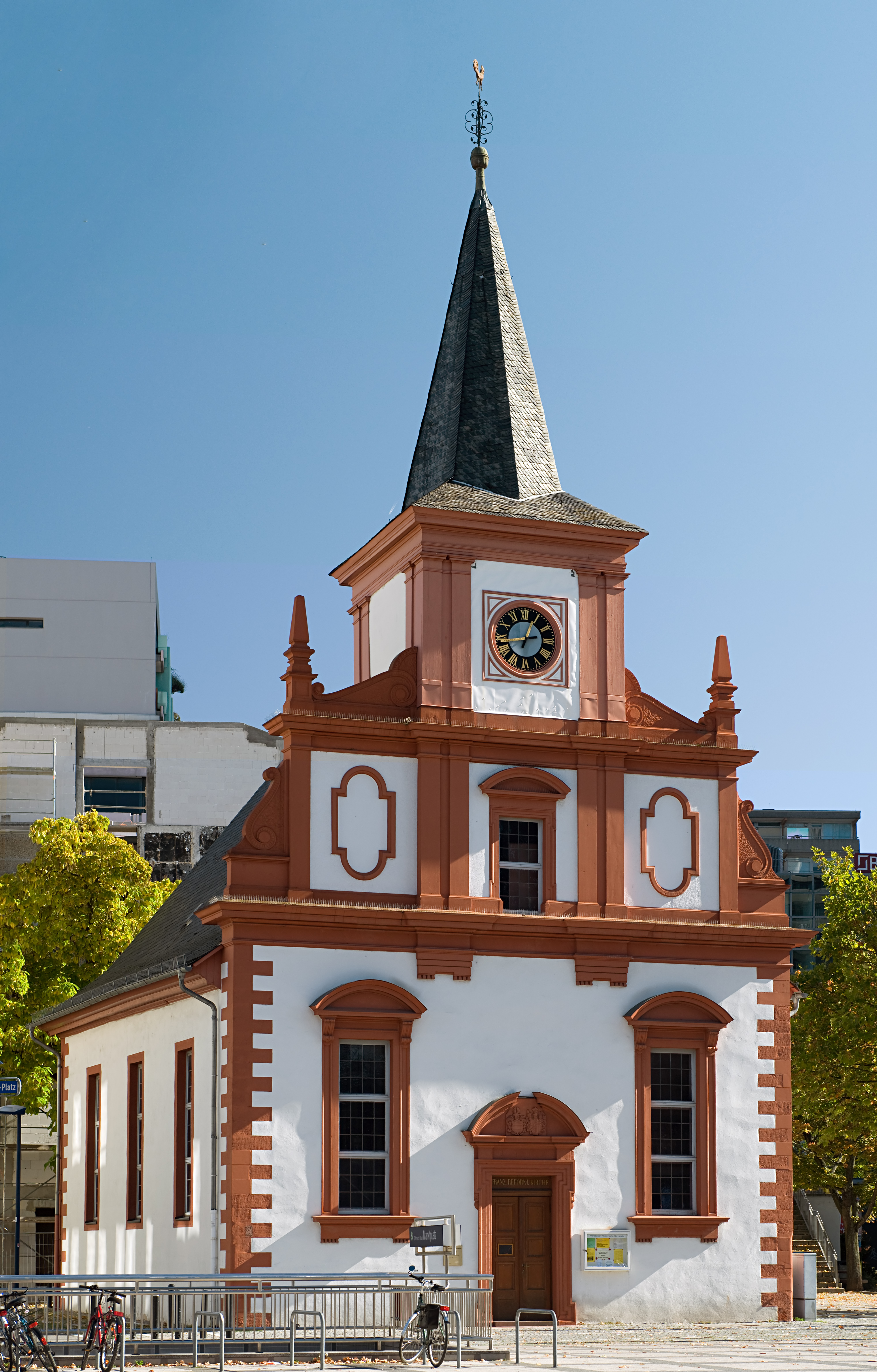
Französisch-Reformierte Kirche

Die Französisch-Reformierte Kirche in Offenbach am Main ist eine zentral in der Innenstadt gelegene reformierte Kirche, die in den Jahren 1717/1718 erbaut wurde. Sie wird von der Französisch-Reformierten Gemeinde Offenbach genutzt. Diese gehört zum Evangelischen Stadtdekanat Frankfurt und Offenbach und damit zur Evangelischen Kirche in Hessen und Nassau. Sie ist ebenso Mitglied im Reformierten Bund und in der Deutschen Hugenotten-Gesellschaft.

## Geschichte
Nachdem König Ludwig XIV. am 18. Oktober 1685 das Edikt von Nantes, das den calvinistischen Protestanten im katholischen Frankreich religiöse Toleranz und volle Bürgerrechte zusicherte, aufgehoben hatte, flohen zahlreiche Hugenotten in die Schweiz. Ab 1698 erließen die Schweizer Kantone jedoch Ausweisungsanordnungen für die Geflohenen, da die Kosten für deren Versorgung stetig anstiegen. Auf der Suche nach einem geeigneten Ort für eine Aufnahme kam eine Gruppe nach Offenbach. Graf Johann Philipp von Isenburg-Offenbach, selbst dem reformierten Glauben angehörig, sicherte den Flüchtlingen 1698 Privilegien und Hilfe ohne Bedingungen zu. Damit waren die Grundlagen für die Gründung der Französisch-Reformierten Gemeinde Offenbach im Jahr 1699 gelegt. Fortan durfte die Gemeinde einen Raum der deutsch-reformierten Gemeinde benutzen. Dieser befand sich bis 1703 in der Schlosskapelle, später in der neuerbauten Offenbacher Schlosskirche.
Da die Reichsstadt Frankfurt am Main das Zunftwesen favorisierte und Graf Johann Philipp von Isenburg-Offenbach die Gründung von Manufakturen und Fabriken zuließ, gelangten einige Hugenotten, die bereits in Frankfurt Zuflucht gefunden hatten, nach Offenbach.
Am 18. Mai 1705 hob der Graf die alten Privilegien von 1698 auf und erließ in 24 Artikeln erweiterte Rechte und Privilegien, die es der Französisch-Reformierten Gemeinde ermöglichten, eine politisch selbst verwaltete Neugemeinde zu gründen. Zu den zugesicherten Rechten gehörten die freie Religionsausübung nach der französischen Kirchenordnung, der Bau einer eigenen Kirche und einer Schule ebenso wie die freie Wahl des Pfarrers, des Lehrers und des Vorsängers. Er machte deutlich, dass zukünftig vornehmlich Kaufleute und Handwerker aufgenommen werden sollten.
1713 schenkte Graf Johann Philipp von Isenburg-Offenbach der Kirchengemeinde ein am Stadtrand liegendes Grundstück, auf dem schließlich ab 1717 mit dem Bau des Kirchengebäudes begonnen wurde. Die finanziellen Mittel für den Kirchenbau schöpfte die Gemeinde aus Spenden vom Grafen, aber auch von den benachbarten reformierten Gemeinden in Frankfurt und Hanau. Zudem wurde auf das bereits 1706 fertiggestellte Pfarrhaus eine Hypothek aufgenommen. Bereits 1718 wurde der erste Gottesdienst in französischer Sprache im eigenen Kirchenbau abgehalten. 1999 feierte die Gemeinde ihr 300-jähriges Bestehen in Offenbach am Main.

## Kirchengebäude

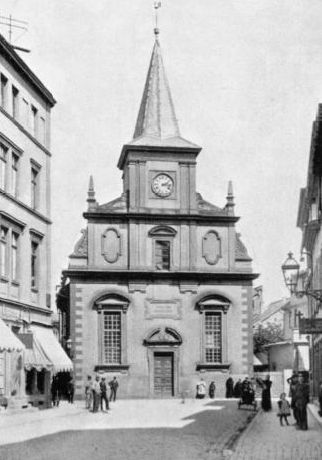
Französisch-Reformierte Kirche um 1875

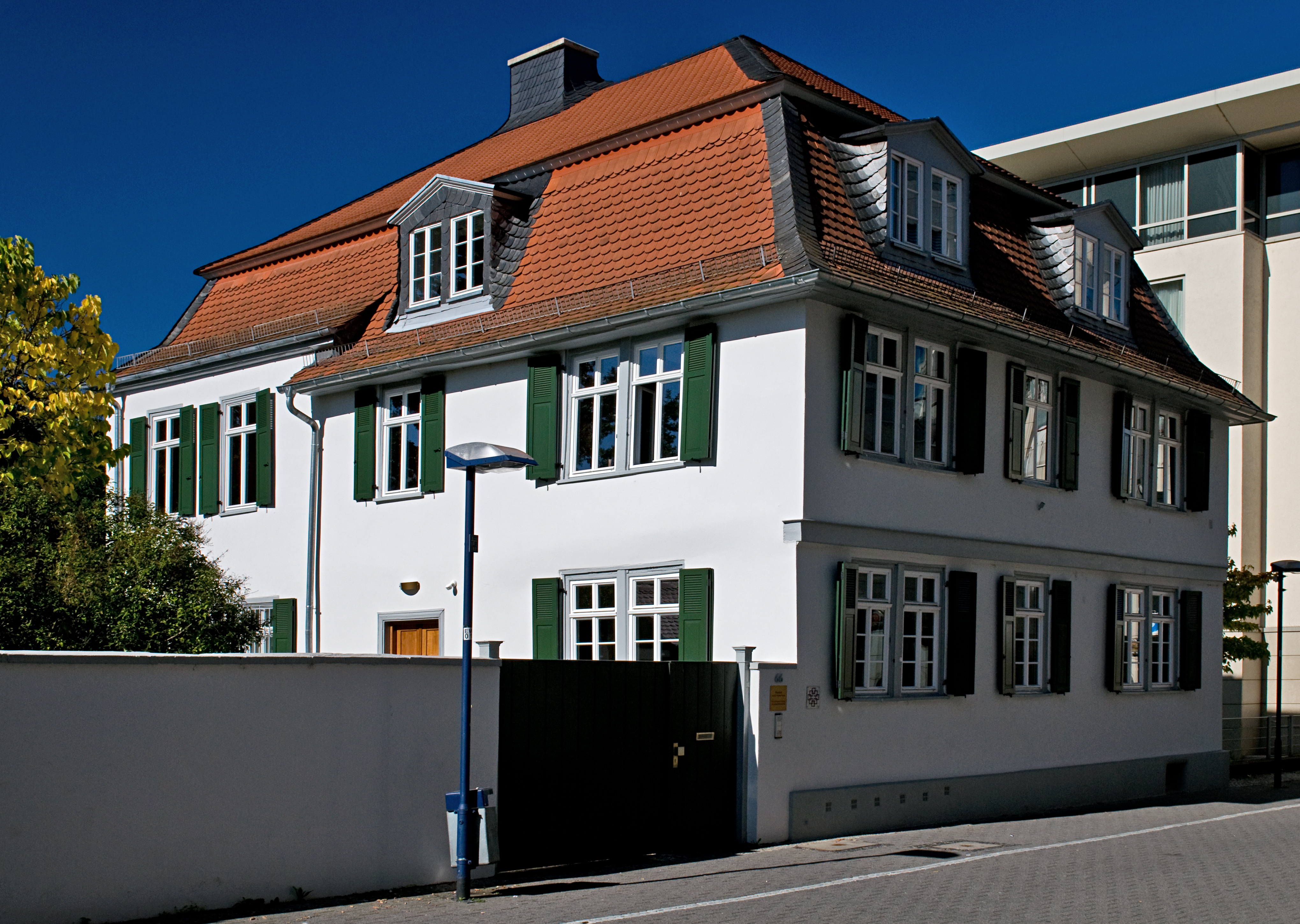
Pfarrhaus der Französisch-Reformierten Kirche

Die Kirche wurde in den Jahren 1717 bis 1718 in der für hugenottische Bauweise typischen Scheunenform erbaut. Fügte sich der Kirchenbau damals unscheinbar in die bestehende Bebauung ein, so steht das Kirchengebäude heute isoliert zwischen modernen Neubauten in der Innenstadt. Das heutige Erscheinungsbild mit der neobarocken Fassade gründet auf einer Renovierung aus den Jahren 1874/1875. Untypisch für einen Bau der Französisch-Reformierten Kirche waren die baulichen Erweiterungen 1894, bei denen gemalte Fenster, Kassettendecke und ein Fries eingearbeitet wurden. Diese Ausschmückungen wurden in einer späteren Renovierung wieder entfernt. 1913 wurde die Kirche mit elektrischem Licht und einer Gasheizung ausgestattet.
Durch eine private Erbschaft kam die Französisch-Reformierte Gemeinde in den Besitz des fast gegenüberliegenden Pfarrhauses in der Herrnstraße. Dieses dient heute noch als Gemeindezentrum und  steht unter Denkmalschutz. Das Barockhaus aus dem ersten Viertel des 18. Jahrhunderts erhält seinen besonderen Rang unter den Kulturdenkmälern Offenbachs als eines der wenigen erhaltenen Hugenottenhäuser.
Am 20. Dezember 1943 wurde die Kirche als auch das Pfarrhaus durch Bomben bei einem Luftangriff im Zweiten Weltkrieg stark beschädigt. Eine abschließende Renovierung konnte erst 1953 durchgeführt werden, nachdem 1947 bereits provisorisch instand gesetzt wurde. Ebenso wie die in der Nähe befindliche Evangelische Stadtkirche war auch die Französisch-Reformierte Kirche ursprünglich in die Flucht der Wohnhäuser in der Herrnstraße eingebunden. Heute ist sie freistehend und in Nachbarschaft zu unmaßstäblich hohen Bauten.
Im Inneren der Kirche finden sich entsprechend dem 2. Gebot der reformierten Theologie kaum Ausschmückungen. 1838 erhielt die Kirche eine 13-registrige Orgel, die 1905 erweitert wurde und heute, nach mehrmaligen Renovierungen, immer noch bespielt wird.
Die Kirche ist ein Kulturdenkmal nach dem Hessischen Denkmalschutzgesetz.

## Quelle
- Presbyterium der Französisch-Reformierten Gemeinde Offenbach am Main: Informationsschrift der Französisch-Reformierten Gemeinde Offenbach. 2. Auflage. Mai 1999.